# Alois Grussmann
Alois Grussmann (* 6. září 1964 Opava, Československo) je bývalý český fotbalista, záložník, reprezentant Československa. V současné době je sportovním ředitelem fotbalového klubu FC Baník Ostrava. Jeho synové Radim a Marek jsou také fotbalisty.

## Klubová kariéra
S fotbalem začínal v Ostravě-Hrabůvce v místním fotbalovém klubu Sokol Hrabůvka. V roce 1978 přestoupil do TJ Baník Ostrava OKD. V sedmnácti letech byl vyslán na hostování do TJ Ostroj Opava. Vojnu absolvoval v týmu VTJ Tábor. Po svém návratu se neprosadil v hlavním ostravském kádru a raději přestoupil do Frýdku-Místku, kde odehrál jeden rok a vstřelil 10 gólů. Poté si ho vybraly mistrovské Vítkovice, v jejichž dresu zažil nejzářivější období své kariéry. Vítkovice s Grussmannem v kádru tehdy vybojovaly v lize druhé místo a zahrály si Pohár mistrů evropských zemí, kde je vyřadil v druhém kole portugalský tým FC Porto. V následující sezóně si zahrál Pohár UEFA; Vítkovice se probojovaly až do čtvrtfinále.
Úspěch na evropské scéně přinesl pozvánku do reprezentace. Grussmann odehrál mezistátní turnaj v Austrálii, kde ve svém druhém zápase vstřelil svou premiérovou branku v národním týmu. Přestože Vítkovice nehrály v dalších letech na čele tabulky, vyhlédl si ho trenér Jozef Jarabinský a dojednal jeho přestup do španělského Betisu Sevilla, který hrál druhou ligu. Grussmann zde odehrál jedinou sezónu, neboť Betis nepostoupil do první ligy (vypadl v baráži), což mělo za následek finanční těžkosti. Grussmann nedostával plat a rozhodl se proto vrátit zpět do Československa. Jeho volbou byl Baník Ostrava. Vítkovice však nedostaly od Betisu zaplaceno za jeho přestup a tyto peníze začaly vymáhat od Baníku. Ten nechtěl zaplatit a Grussmann se tak musel vrátit do Vítkovic. Částku nakonec zaplatila olomoucká Sigma, kde dohrál zbytek sezóny.
V novém ročníku oblékl opavský druholigový dres. První rok se sice nepodařilo postoupit do první ligy, avšak následující sezóna byla již úspěšná. V prvním prvoligovém ročníku dopomohl Grussmann týmu k šestému místu, Opava si díky tomuto umístění zahrála příští rok Intertoto Cup. Jeho kariéra v tomto slezském týmu byla úspěšná, za sedm odehraných let nastřílel v první a druhé lize jako záložník 52 gólů a dodnes je nejlepším opavským střelcem. Po krátkém pobytu v Rakousku hrál ještě na jaře 2001 za Třinec, kde hrál na postu stopera. Grussmann odehrál za Třinec 12 zápasů, po sestupu do MSFL z týmu odešel.

### Ligová bilance
| Ročník               | Zápasy | Góly | Minuty | Klub                 |
| -------------------- | ------ | ---- | ------ | -------------------- |
| II. liga 1983/84     | 23     | 3    | –      | VTJ Tábor            |
| I. liga 1984/85      | 1      | 0    | 90     | TJ Baník OKD Ostrava |
| II. liga 1985/86     | 29     | 10   | –      | TJ VP Frýdek-Místek  |
| I. liga 1986/87      | 28     | 3    | 2 350  | TJ Vítkovice         |
| I. liga 1987/88      | 30     | 6    | 2 616  | TJ Vítkovice         |
| I. liga 1988/89      | 30     | 12   | 2 580  | TJ Vítkovice         |
| I. liga 1989/90      | 30     | 3    | 2 700  | TJ Vítkovice         |
| I. liga 1990/91      | 30     | 7    | 2 700  | TJ Vítkovice         |
| II. šp. liga 1991/92 | 38     | 8    | 3 420  | Betis Sevilla        |
| I. liga 1992/93      | 4      | 0    | –      | FC Baník Ostrava     |
| I. liga 1992/93      | 8      | 0    | 619    | SSK Vítkovice        |
| I. liga 1992/93      | 12     | 3    | –      | SK Sigma MŽ Olomouc  |
| II. liga 1993/94     | –      | 9    | –      | FC Kaučuk Opava      |
| II. liga 1994/95     | –      | 12   | –      | FC Kaučuk Opava      |
| I. liga 1995/96      | 28     | 5    | 2 488  | FC Kaučuk Opava      |
| I. liga 1996/97      | 29     | 13   | 2 387  | FC Kaučuk Opava      |
| I. liga 1997/98      | 29     | 8    | 2 371  | FC Kaučuk Opava      |
| I. liga 1998/99      | 26     | 6    | 2 186  | SFC Opava            |
| I. liga 1999/00      | 19     | 1    | 1 058  | SFC Opava            |
| II. liga 2000/01     | 19     | 1    | –      | SFC Opava            |
| II. liga 2000/01     | 12     | 0    | –      | FK Fotbal Třinec     |
| CELKEM I. ČS. LIGA   | 173    | 34   | –      |                      |
| CELKEM I. LIGA ČR    | 131    | 33   | 10 490 |                      |
| CELKEM II. LIGA      | –      | 43   | –      |                      |

## Reprezentační kariéra
Podle oficiálních statistik odehrál za Československo 6 reprezentačních utkání a vstřelil jeden gól (6. února 1991 proti Austrálii přispěl k výhře 2:0). Dále odehrál další reprezentační zápasy na Prezidentském poháru v Koreji v letech 1988 a 1989. Tyto zápasy však nejsou do statistik započítávány.

### Reprezentační gól
Gól Aloise Grussmana v A-mužstvu československé reprezentace 
| Gól | Datum      | Stadion           | Soupeř    | Skóre (min.) | Výsledek | Soutěž           |
| --- | ---------- | ----------------- | --------- | ------------ | -------- | ---------------- |
| 010 | 6. 2. 1991 | Sydney, Austrálie | Austrálie | 00:2 0(86.)  | 0:2      | přátelské utkání |

## Trenérská kariéra
Grussmann pokračoval po konci profesionální hráčské kariéry ve světě fotbalu jako trenér. Získal trenérskou profilicenci UEFA a s trénováním začal v Novém Jičíně, kde vypomáhal i jako hráč. Tým skončil na třetím místě. Poté odešel trénovat mládež do NH Ostrava a v průběhu roku získal post trenéra Jakubčovic, se kterými dosáhl svých největších úspěchů. Během čtyř let Jakubčovice čtyřikrát postoupily, až se dostaly do druhé ligy. Majitel klubu, Josef Hájek, se ale rozhodl předat licenci pražské Dukle a s Grussmannem se na lavičce již nepočítalo, proto na jaře 2006 klub opustil. Dalším klubem, který vedl, byly Vítkovice. Přišel v prosinci 2006, jeho úkolem bylo zvednout tým do vyšších pater tabulek a odvrátit tak sestup. Ostravský tým nakonec skončil na 12. místě. Start do jeho druhé vítkovické sezóny se však nepovedl a Grussmann byl po pár zápasech odvolán. Poté vedl tým Klimkovic, kde také hrál až do roku 2010, kdy se musel podrobit operaci kyčelního kloubu. V létě roku 2011 získal angažmá v Třinci jako asistent trenéra a trenér dorostu do 19 let.

## Manažerská kariéra
Na začátku roku 2014 se stal generálním manažerem tehdy třetiligového celku SFC Opava. V červnu 2019 se přesunul na pozici sportovního manažera. Od 1. září 2020 působil na postu sportovního ředitele FC Baník Ostrava.